# Nana Takagi
Nana Takagi (髙木 菜那?, Takagi Nana; Makubetsu, 2 luglio 1992) è una pattinatrice di velocità su ghiaccio giapponese.
È sorella maggiore di Miho, anch'essa pattinatrice.

## Palmarès

### Olimpiadi
- 2 medaglie:
  - 2 ori (inseguimento a squadre e mass start a Pyeongchang 2018).

### Mondiali distanza singola
- 6 medaglie:
  - 3 ori (inseguimento a squadre a Heerenveen 2015; inseguimento a squadre a Inzell 2019; inseguimento a squadre a Salt Lake City 2020);
  - 3 argenti (inseguimento a squadre Kolomna 2016; mass start e inseguimento a squadre a Gangneung 2017).